# Institut d'urbanisme de l'Université de Montréal

Logo du de l'Institut

L'Institut d'urbanisme de l'Université de Montréal est une ancienne école qui offrant des programmes de formation professionnelle de niveau universitaire en urbanisme à Montréal.

## Histoire
L'Institut d'urbanisme de l'Université de Montréal est fondée en 1961. D'abord affilié directement à l'Université de Montréal, l'Institut se joint en 1968 à l'École d'architecture pour former la Faculté de l'aménagement de l'Université de Montréal. Le programme de baccalauréat a été lancé en 1980. 
L'Institut contribue aussi largement au développement des études de doctorat en aménagement, ses professeurs jouant le rôle de directeurs de recherche pour environ la moitié de la centaine de récipiendaires d'un Ph.D. de la Faculté[réf. nécessaire]. 
En 2015, l'Institut d'urbanisme fusionne avec l'École d'architecture du paysage pour former la nouvelle École d'urbanisme et d'architecture du paysage. 

## Reconnaissance
Les programmes de baccalauréat et de maîtrise sont reconnus par l'Institut canadien des urbanistes et l'Ordre des urbanistes du Québec.